# Gràfica
|  | Per a altres significats, vegeu «gràfica (desambiguació)». |

Gràfica d'una funció

Una gràfica o un gràfic són les denominacions de la representació de dades, generalment numèriques, mitjançant recursos gràfics (línies, vectors, superfícies o símbols), perquè es manifesti visualment la relació que guarden entre si. També pot ser un aplec de punts, que es palesen en coordenades cartesianes, i serveixen per a analitzar el comportament d'un procés, o un conjunt d'elements o signes que permeten la interpretació d'un fenomen. La representació gràfica permet establir valors que no s'han obtingut experimentalment, sinó mitjançant la interpolació (lectura entre punts) i l'extrapolació (valors fora l'interval experimental).
L'estatística gràfica és una part important i diferenciada d'una aplicació de tècniques gràfiques, a la descripció i interpretació de dades i inferències sobre aquests. Forma part dels programes estadístics usats amb els ordinadors. Autors com Edward R. Tufte han creat noves solucions d'anàlisi gràfics. Hi ha diferents tipus de gràfiques, que es poden classificar en:
- Gràfic lineal: es representen els valors en dos eixos cartesians ortogonals entre si. Les gràfiques lineals es recomanen per a representar sèries en el temps, i és on es mostren valors màxims i mínims, també s'utilitzen per a diverses mostres en un diagrama.

- Gràfic de barres: es fa servir quan es pretén ressaltar la representació de percentatges de dades que componen un total. Una gràfica de barres conté barres verticals que representen valors numèrics, generalment utilitzant un full de càlcul. Les gràfiques de barres són una manera de representar freqüències, les freqüències estan associades amb categories. Una gràfica de barres es presenta de dues maneres: horitzontal o vertical. L'objectiu és posar una barra de llarg (alt si és horitzontal) igual a la freqüència. La gràfica de barres serveix per comparar i tenir una representació gràfica de la diferència de freqüències o d'intensitat de la característica numèrica d'interès.

- Histograma: s'utilitza per il·lustrar mostres agrupades en intervals. Està format per rectangles units a altres, els vèrtexs de la base coincideixen amb els límits dels intervals i el centre de cada interval és la marca de classe que representem en l'eix de les abscisses. L'alçada de cada rectangle és proporcional a la freqüència de l'interval respectiu.

- Gràfic circular: permet veure la distribució interna de les dades que representen un fet, en forma de percentatges sobre un total. Se sol separar el sector corresponent al major o menor valor, segons el que es vulgui destacar.

- Pictograma: està format amb imatges que serveixen per representar el comportament o la distribució de les dades quantitatives d'una població, utilitzant símbols de mida proporcional a la dada representada. Una possibilitat és que el gràfic sigui analògic per exemple, la representació dels resultats de les tries amb colors sobre un hemicicle.